# Німецька імперська партія
Німецька імперська партія, або Німецька Райх-партія (нім. Deutsche Reichspartei, DRP; власне написання Deutsche Reichs-Partei) — колишня націоналістична, ультраправа, а пізніше неонацистська політична партія в Західній Німеччині, що діяла у 1950 — 1964 роках. Найбільшого успіху і єдиного великого прориву партія досягла на регіональних виборах у землі Рейнланд-Пфальц у 1959 році. 

Прапор партії

До того як стати явно неонацистською партією в 1952 році, виступала за німецький націоналізм, пангерманізм і підтримку нового Рейху, а також загальноєвропейський націоналізм. Це була антикомуністична, антисемітська та антисоціалістична партія, її критика капіталізму була відображена в економічних антисемітських термінах, на додаток до расового антисемітизму. Коли відверто орієнтована на неонацистів Соціалістична імперська партія (SRP) була оголошена неконституційною та розпущена Федеральним конституційним судом Німеччини, багато її членів приєдналися до Німецької імперської партії. Через відсутність успіху партія була символічно ліквідована, після чого було створено Національно-демократичну партію Німеччини (NPD). 

## Заснування
Партія виникла на початку 1950 року в результаті злиття Німецької правої партії Нижньої Саксонії, регіонального об’єднання під назвою Німецька консервативна партія – Німецька права партія (DKP-DRP), з Національно-демократичною партією (NDP), яка діяла тільки в Гессені. Об'єднання груп відбулося в Касселі.
Більшість членів Бундестагу із Німецької правої партії вирішили створити більш офіційну партійну мережу, яка отримала свою назву від колишньої однойменної групи, яка існувала в період Німецької імперії. Усі перші три заступники голови, Вільгельм Майнберг, Отто Гесс і Генріх Кунстман, були членами нацистської партії. Із 1951 року видавала власну газету під назвою Reichsruf (Поклик Рейху). 

## Розвиток
6 травня 1951 року партія отримала 2,2 % голосів на виборах у Нижній Саксонії, і місця для трьох депутатів (оскільки до 1959 року в землі не було виборчих перешкод). Проте у кількості голосів їх значно перевершила відверто неонацистська Соціалістична імперська партія (SRP), яка отримала 11% голосів.
Партія перейшла до відкритого неонацизму в 1952 році, коли SRP була оголошена неконституційною та розпущена Федеральним конституційним судом Німеччини. Багато членів SRP тоді доєдналось до Німецької імперської партії. Членство Ганса-Ульріха Руделя в 1953 році, який мав тісні зв'язки з Савітрі Деві та нацистським окультизмом, вважалося ознакою партії як нової сили неонацизму.
Стабільність під час правління канцлера Конрада Аденауера з Християнсько-демократичного союзу Німеччини та зростання під час німецького економічного дива означало, що партія боролася за підтримку, набираючи в середньому лише 1% національних голосів на федеральних виборах 1953, 1957 та 1961 років. 
Проте партія все ж отримала 3,8% голосів на земельних виборах у Нижній Саксонії у 1955 році та направила шість депутатів до земельних зборів. У листопаді 1957 року FDP Нижньої Саксонії та Загальнонімецький блок/Ліга вигнанців і позбавлених прав(GB/BHE) сформували спільну парламентську групу та прийняли членів Німецької імперської партії як запрошених членів об'єднання, однак міністр-президент Генріх Хельвеге (DP) не захотів включити їх і сформував нову коаліції з DP, ХДС і СДП. Єдиний великий прорив партії стався на виборах у землю Рейнланд-Пфальц у 1959 році, де вона отримала 5,1% голосів і, таким чином, змогла відправити одного депутата до зборів — Ганса Шікору. 
Раптовий прорив партії відбувся через побоювання місцевих виноробів, що членство Західної Німеччини в Європейському Економічному Співтоваристві посилить конкуренцію з кращими та дешевшими французькими винами, таким чином знищивши їхні засоби до існування, оскільки Рейнланд-Пфальц на той час був найважливішим виноробним регіоном Німеччини.
У результаті протекціонізм Німецької імперської партії, а також її антифранцузькі настрої з гаслом «Геть усіх окупантів» («Raus mit allen Besatzern») викликали резонанс серед виноградарів. Проте депутата-одинака швидко ізолювали демократичні партії ХДС, СДПН та ВДП. 
Напередодні Різдва 1959 року двоє членів партії, Арнольд Струнк і Йозеф Шенен, спаплюжили синагогу Roonstrasse в Кельні свастиками та написом «Deutsche fordern: Juden raus» («Німці вимагають: євреї геть»).  Їх засудили до 14 і 10 місяців позбавлення волі відповідно з поразкою в правах терміном на два роки.
26 січня 1960 року міністр внутрішніх справ держави Август Вольтерс (ХДС) оголосив осередок партії у Рейнланд-Пфальц організацією-наступником Соціалістичної імперської партії (SRP) і заборонив його. Керівництво федеральної партії визнало Шикору відповідальним за це законне покарання та виключило його з партії. Членів попереднього державного виконавчого комітету партії, пов’язаних із SRP, також було виключено, а 24 листопада 1960 року заборону партії було знято. На конференції делегатів партії у жовтні 1961 року націонал-нейтралістське крило отримало більшість і переобрало Шикору земельним депутатом; однак через два місяці його знову вигнали, після чого партія почала розпускатися. До 1962 року асоціація втратила близько 30% своїх членів, а на земельних виборах 1963 року партія впала нижче 5%-го порогу голосів і залишила ландтаг. 
У 1962 році партія взяла участь у міжнародній конференції ультраправих груп, організованій у Венеції Освальдом Мослі, і зареєструвалася як члени його Національної партії Європи. Ця ініціатива не принесла успіху, як сподівався Мослі, оскільки деякі партії-члени, включаючи Німецьку імперську партію, були зацікавлені в зміні назви на Національну партію Європи, як він сподівався. Одним із останніх актів партії в 1964 році стало спонсорство туру Німеччиною суперечливого американського історика Девіда Л. Хоггана, видатного заперечувача Голокосту. 

## Розчинення
Відсутність національного успіху призвело до того, що лідери партії прагнули розширити свій вплив, вступивши в контакти з лідерами інших правих партій.  У 1964 році було проведено останню партійну конференцію в Бонні, на якій проголосували за створення нового союзу «національно-демократичних сил». Партія була символічно ліквідована разом з Національно-демократичною партією Німеччини (NPD), створеною відразу після цього. 

## Результати виборів

### Федеральний парламент (Бундестаг)
| Вибори   | Виборчий округ | Виборчий округ | Партійний список | Партійний список | Місця   | +/– | Уряд |
| Вибори   | голосів        | %              | голосів          | %                | Місця   | +/– | Уряд |
| -------- | -------------- | -------------- | ---------------- | ---------------- | ------- | --- | ---- |
| 1953 рік | 204,725        | 0,74           | 295,739          | 1.07             | 0 / 509 |     |      |
| 1957 рік | 290,622        | 0,96           | 308,564          | 1.03             | 0 / 519 |     |      |
| 1961 рік | 242,649        | 0,76           | 262,977          | 0,83             | 0 / 521 |     |      |

## Дивіться також
- Федеральні вибори в Західній Німеччині 1961 року